# Flavio Insinna
Flavio Insinna est un acteur et un animateur de télévision italien né le 3 juillet 1965  à Rome (Italie). 

## Biographie
Flavio Insinna est né à Rome. En 1986, après avoir postulé  aux carabiniers sans succès, il s'inscrit à l' « école Alessandro Fersen », et en 1990 il est diplômé du Laboratorio di esercitazioni sceniche de Gigi Proietti .
Parmi ses rôles les plus populaires figure celui du Capitano Anceschi dans Don Matteo (saison  1 à 5) pour la télévision Rai Uno, dans lequel il a joué aux côtés de Terence Hill et Nino Frassica.

## Filmographie
- 1996 : Un coin de soleil ("Uno di noi") (feuilleton TV)
- 1998 : Il Mastino (série TV) : Santino De Pasquale
- 1998 : Figli di Annibale : Orfeo
- 1998 : Un Bugiardo in paradiso
- 1999 : Il diavolo e l'acqua santa (TV)
- 1999 : Guardami : Flavio
- 2000 : Metronotte : Salvatore Russo
- 2000-2006 : Un sacré détective (Don Matteo) (TV) : Capitaine Flavio Anceschi
- 2000 : Padre Pio(TV) : Padre Paolino
- 2000 : Il Partigiano Johnny
- 2001 : Tuttapposto : Andrea
- 2001 : Les Croisés (Crociati) (feuilleton TV) : Pierre Barthélemy
- 2001 : La Crociera (feuilleton TV) : Eros
- 2001 : La Rentrée
- 2003 : Tutto in quella notte
- 2003 : Maria Goretti (TV) : Padre Basilio
- 2003 : La Finestra di fronte : Uomo forno
- 2004 : Don Bosco, une vie pour les jeunes Don Bosco de Lodovico Gasparini
- 2005 : Meucci (TV) : Lorenzo Salvi
- 2005 : The Tube (TV) : Giuseppe Paoletti
- 2005 : San Pietro (TV) : Davide
- 2006 : La Buona battaglia - Don Pietro Pappagallo (TV) : Don Pietro
- 2009 : Ex de Fausto Brizzi
- 2013 : Bianca come il latte, rossa come il sangue : Ettore